# Sulfanitran
Sulfanitran là một loại kháng sinh sulfonamid được sử dụng trong ngành chăn nuôi gia cầm. Nó là một thành phần của Novastat, Polystat và Unistat, tên thương hiệu phụ gia thức ăn cho gà dùng để kiểm soát Coccidioides spp.